# 赭白狸藻
赭白狸藻（學名：Utricularia ochroleuca），又称黄白狸藻，為狸藻屬多年生小型贴水生食虫植物。其种加词“ochroleuca”来源于希腊文“okhros”和“leukhos”，意为“赭石色”和“白色”，指其淡黄色的花朵。赭白狸藻分布于北美洲、亞洲以及歐洲。

## 外部連結
- 食虫植物照片搜寻引擎中赭白狸藻的照片 （页面存档备份，存于）
- Calflora: Utricularia ochroleuca 美国佛羅里達分佈的赭白狸藻

 维基共享资源上的相關多媒體資源：赭白狸藻
 維基物種上的相關：赭白狸藻